# Fridolin Johansen
Hans Fridolin Johansen, född 21 augusti 1868, död 13 juli 1908, var en dansk målare.
Fridolin Johansen stod närmare den franska impressionisterna i färgbehandling än de flesta andra danska konstnärer. Han höll sig i regel till det lilla studieformatet. Johansen målade på 1880- och 1890-talen i temperamentsfull, fri uppfattning bland annat en rad bilder från Dyrehavsbakken med flaggprydda cirkustält, bodar och publik, allt underordnat naturstämningen. En rätt ovanlig komposition i förening med kräsen kolorit frapperade hos honom, men man kan även spåra psykologiskt intresse, exempelvis i hans porträtt av en bondpojke (1893).